# Paul Van Tieghem
Paul Van Tieghem (* 24. Januar 1871 in Dunkerque; † 22. September 1948 in Le Pecq) war ein französischer Literaturwissenschaftler, Komparatist und Romanist.

## Leben und Werk
Van Tieghem war Schüler der École normale supérieure, dann Gymnasiallehrer in verschiedenen Pariser Gymnasien (Janson-de-Sailly, Condorcet, Louis-le-Grand). Er habilitierte sich 1914 mit den beiden Thèses Ossian en France (2 Bde., Paris 1917, Genf 1967, gearbeitet nach dem Vorbild von Fernand Baldensperger, Goethe en France, Paris 1904) und L’année littéraire (1754–1790) comme intermédiaire en France des littératures étrangères (Paris 1917, Genf 1966).
Paul Van Tieghem war der Sohn des Botanikers Philippe Édouard Léon Van Tieghem (1839–1914) und der Vater von Philippe-Adrien Van Tieghem.

## Weitere Werke
- Le mouvement romantique, Paris 1912, 1923, 1940
- La Poésie de la nuit et des tombeaux en Europe au XVIIIe siècle, Paris 1921, Genf 1970
- Le Préromantisme. Etudes d’histoire littéraire européenne, 3 Bde., Paris 1924, 1930, 1947, Genf 1973
- Les grands écrivains étrangers. Notices, analyses et extraits traduits, Paris 1928
- Précis d’histoire littéraire de l’Europe depuis la Renaissance, Paris 1925 (englisch New York 1930, spanisch : Madrid 1932, Buenos Aires 1951; behandelt  900 europäische Autoren)
- La littérature comparée, Paris 1931, 1939, 1946, 1951 (rumänisch: Bukarest 1966)
- (Hrsg.) Répertoire chronologique des littératures modernes, publié par la Commission internationale d’histoire littéraire moderne, Paris 1935–1937
- Histoire littéraire de l’Europe et de l’Amérique de la Renaissance à nos jours, Paris 1941, 1946, 1951 (dänisch: Kopenhagen 1943)
- La Littérature latine de la Renaissance, étude d’histoire littéraire européenne, Paris 1944, Genf 1966
- Le Romantisme dans la littérature européenne,  Paris 1948, 1969 (spanisch: México 1958)
- (Hrsg.) Madame de Staël, De la littérature considérée dans ses rapports avec les institutions sociales, Genf 1959
- Le sentiment de la nature dans le préromantisme européen, Paris 1960